# کلویستون (فلوریدا)
کلویستون (به انگلیسی: Clewiston) شهری در شهرستان هندری ایالت فلوریدا است که در سال ۱۹۲۵ بنیان‌گذاری شده‌است. این شهر طبق سرشماری سال ۲۰۱۰ میلادی، ۷٬۱۵۵ نفر جمعیت داشته و مساحت آن نیز ۱۲٫۲ کیلومتر مربع است.